# Польова (Курська область)
Польова (рос. Полевая) — присілок в Курському районі Курської області Російської Федерації.
Населення становить 1575 осіб. Входить до складу муніципального утворення Полівська сільрада.

## Історія
Населений пункт розташований на території українського етнічного та культурного краю Східна Слобожанщина.
Від 2004 року входить до складу муніципального утворення Полівська сільрада.
У ніч на 28 липня 2024 року була атакована нафтобаза, що знаходиться в населеному пункті.

## Населення
| 2002 | 2010  |
| ---- | ----- |
| 1656 | ↘1575 |